# Kościół św. Katarzyny w Marciszowie
Kościół św. Katarzyny – rzymskokatolicki kościół filialny parafii Niepokalanego Serca Najświętszej Maryi Panny mieszczący się w Marciszowie w dekanacie Kamienna Góra Wschód w diecezji legnickiej.

## Historia
Kościół pw. św. Katarzyny wzmiankowany w 1335 r., wzniesiony około 1378 r., przebudowany w XVI w. i 1856 r. Obecnie obiekt nieużytkowany. Jest to budowla orientowana, założona na rzucie prostokąta z wydzieloną ścianą tęczową prostokątnym prezbiterium, nakrytym sklepieniem krzyżowo-żebrowym, drewnianą emporą na zakończeniu nawy, kwadratowa wieża na osi korpusu z drewnianym szalunkiem zwieńczona hełmem iglicowym, kryta gontem. We wnętrzu pozostałości pierwotnego wyposażenia, m.in.: gotyckie kamienne sacramentarium przyścienne z XIV w., drewniana ambona z drugiej połowy XVIII w., w murach obwodowych zespół kilkunastu renesansowych kamiennych płyt nagrobnych i epitafiów z XVI I XVII w..